# HMS Triumph (1764)
O HMS Triumph foi um navio de linha de 3ª categoria da Marinha Real Britânica, lançado ao mar em 3 de Março de 1764, em Woolwich.
Em 1797, participou na Batalha de Camperdown, e em 1805 integrou a frota do Almirante Robert Calder, na Batalha do Cabo Finisterra.
Prestou de serviço de porto a partir de 1813, sendo desmontado em 1850.